# Mambulu Barat
Mambulu Barat is een bestuurslaag in het regentschap Sampang van de provincie Oost-Java, Indonesië. Mambulu Barat telt 3799 inwoners (volkstelling 2010).